# 鹦鹉螺号布雷巡洋舰
鹦鹉螺号布雷巡洋舰是德意志帝国海军于20世纪初建造一艘布雷巡洋舰，为鹦鹉螺级的命名舰。它由不来梅的威悉船厂承建，自1905年12月动工、1906年8月下水，至1907年3月交付使用。鹦鹉螺号原本装备有186枚水雷和八门88毫米炮，但其后被改装为可携带205枚水雷，并于1918年装备了大量轻型武器以支持两栖作战。
鹦鹉螺号在和平时期的运用生涯期间主要跟随公海舰队进行训练演习和扫雷实验，然后于1911年作预备役搁置。它至第一次世界大战爆发时重新启用，最初负责在北海和波罗的海布设防御及攻击性雷区。1916年，该舰被长期派驻波罗的海，并于次年参加了阿尔比恩行动，为攻克里加湾提供支持。德国战败后，鹦鹉螺号遭解除武装，于1921－1928年间被用作废船，最终在哥本哈根拆解报废。

## 设计

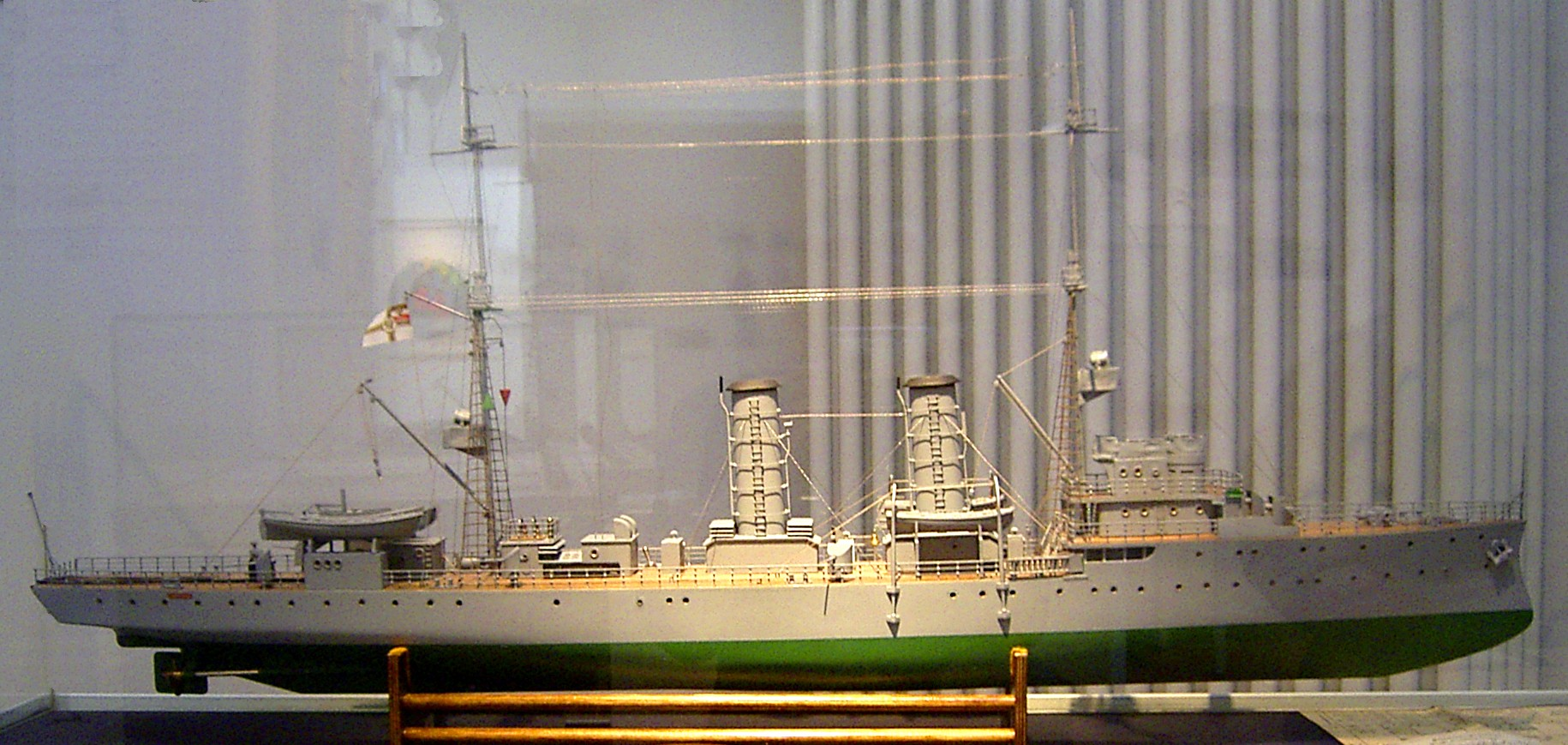
信天翁号模型；鹦鹉螺号则有一个飞剪式舰艏和从司令塔延伸至主桅杆的舰艛甲板

鹦鹉螺号全长98.2米，有11.2米的舷宽和平均为4.42米吃水深度。其标准排水量为1975吨、满载时则可达2345吨。船体采用横向和纵向钢框架构造，设有九个水密舱室和一个占龙骨长度比重为60%的双层船底。舰只的标准船员编制为10名军官和191名水兵。
鹦鹉螺号的推进装置由两台三缸三胀式蒸汽机组成，各负责驱动一副直径为3.20米的四叶螺旋桨，蒸汽则由四台燃煤船用式锅炉提供。发动机的额定功率为6,600匹指示馬力（4,900千瓦特），最高航速20節（37每小時）；但鹦鹉螺号在速度试验中略微超过了这一数值，达到20.8節（38.5每小時）。舰只的设计载煤量为200吨，但通过利用辅助贮存空间可贮存多达490吨。由此，它可以9節（17每小時）的巡航速度连续行驶3,530海里（6,540）。
舰只的主舰炮为八门单座安装的88毫米35倍径速射炮。其中两门并排放置在艏楼，四门置于舰舯的舰艛上、每边舷侧各两门，最后两门则并排安装在舰艉。它最初可携带186枚水雷，后来又增加至205枚。

## 服役历史
鹦鹉螺号由不来梅的威悉船厂承建；其龙骨是以“A号水雷蒸汽船”（Minen Dampfer A）的名义自1905年12月19日开始铺设，而完整的船体则于1906年8月28日被命名为“鹦鹉螺号”正式下水。舾装工作完成后，该舰于1907年3月19日投入海试，并持续至5月25日。它起初被用于水雷战训练，驻扎在库克斯港。鹦鹉螺号参加了1907年和1908年8－9月的年度舰队演习，然后在基尔退役；其和平时期在舰队中的角色被新近入役的姊妹舰信天翁号所取代。从1909年至1910年，鹦鹉螺号在基尔的帝国船厂进行现代化改造。它的艉部悬垂被延长了2.7米，使舰只总长度达到100.9米，同时其舰艛甲板也被进一步延伸至舰艉。这项工程于1910年1月完成。
1月23日，鹦鹉螺号号重返舰队，并参加了当年的年度舰队演习。年底，它前往基尔接受大修；相关工作从12月27日持续至1911年1月27日。4月4日，该舰回到基尔，其在舰队中的角色再次被信天翁号取代。鹦鹉螺号在这一年余下的时间里都在北海与扫雷艇一同开展实验。这些活动只在进行年度舰队演习期间才会中断。10月30日，它在基尔再度退役，用于扫雷试验的舰艇则由小巡洋舰阿科纳号接替。鹦鹉螺在预备役被搁置了一年半，继而于1914年6月5日获重新启用，以取代当时正在进行大修的布雷舰鹈鹕号。

### 第一次世界大战
1914年7月第一次世界大战爆发后，鹦鹉螺号被列为岸防布雷巡洋舰。它被临时派往波罗的海布设防御雷区，以抵御俄国波罗的海舰队可能发动的袭击。8月底，鹦鹉螺号和信天翁号又一同被派去英格兰的亨伯河和泰恩河附近布设雷区。两艘布雷舰独立行动，各受一艘小巡洋舰和半支驱逐舰编队掩护。其中鹦鹉螺号的僚舰为美因茨号，它们于8月25日清晨从黑尔戈兰出发。抵达后，鹦鹉螺号布设了两个长度均为5海里（9.3）的雷区。在返程途中，德国舰群还击沉了6艘英国渔船。9月9至10日，鹦鹉螺号、信天翁号和辅助布雷舰皇帝号又在德意志湾西部布设了一个防御雷区。一个月后，即10月14日，鹦鹉螺号与小巡洋舰科尔贝格号驶进北海，准备在福斯湾附近布设水雷，但在得知英国军队在多格滩附近出没后，它们中断了行动，返回港口。

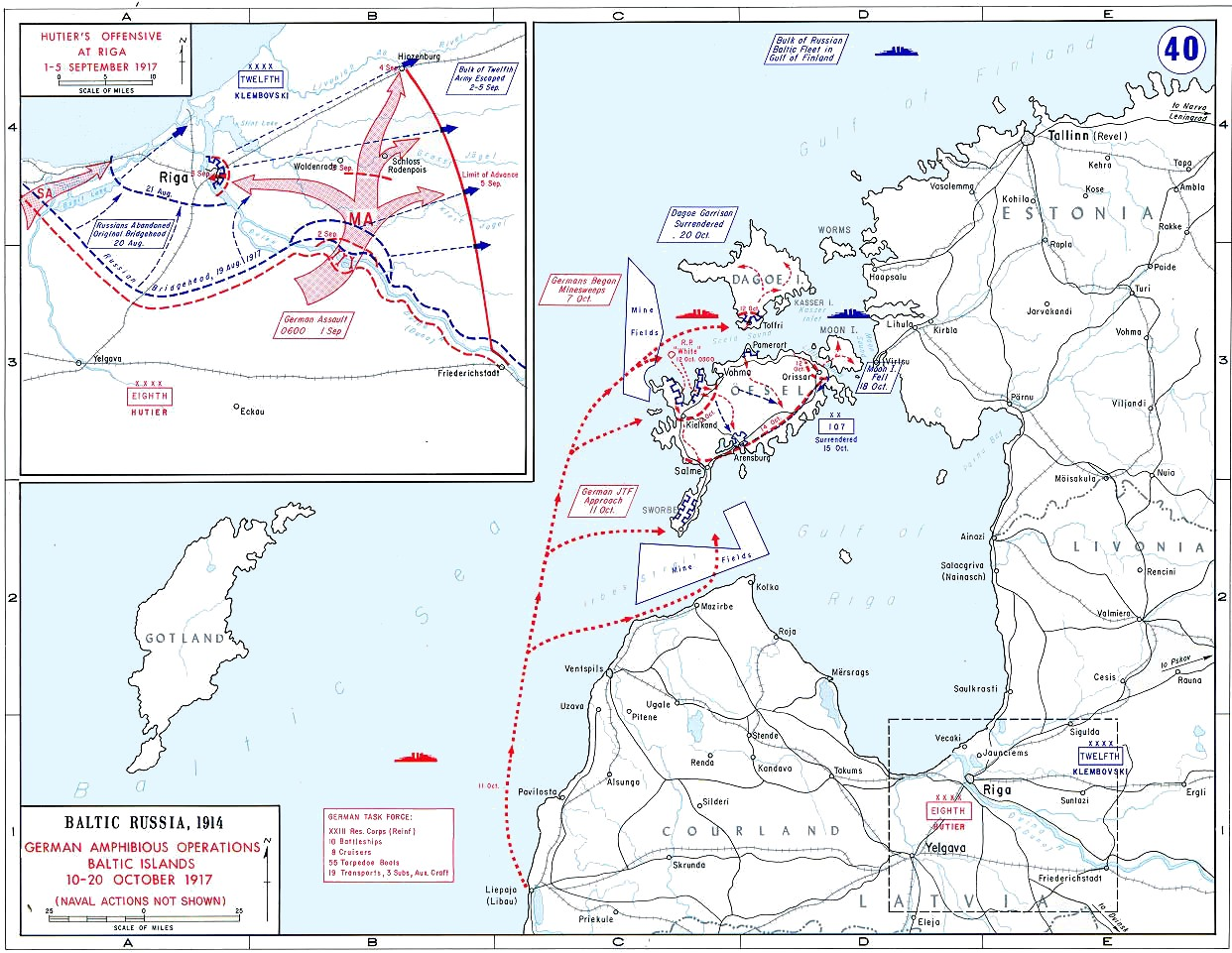
德军在阿尔比恩行动中的行动示意图

1916年4月，随着更新、更快的布雷巡洋舰丽蝇号入役后，鹦鹉螺号被转移至波罗的海。到1917年，该舰与小巡洋舰科尔贝格号、斯特拉斯堡号、奥格斯堡号以及老旧的通报舰闪电号一同，被编入第六侦察集群。1917年10月，鹦鹉螺号被分配至发起阿尔比恩行动的特遣队；它一直在里加湾外围待命，直到德国分舰队将俄军赶出该地区。它于10月18日抵达阿伦斯堡，以加强港口的防御。三天后，鹦鹉螺号欲在希尔道以西的一条水道中布设水雷，但水深太浅。因此，该舰只得将其搭载的水雷转移到第二扫雷艇区舰队的一些舰艇上，然后独自返回阿伦斯堡。
1918年，鹦鹉螺号的武器装备进行了大幅度修改，以使该舰能够支持两栖作战。除了维持常规的水雷容量外，其武器装备此时还包括两门76毫米炮、四门20毫米高射炮、二十四挺机炮、两具火焰喷射器和四台水雷发射器。同年2月，它被编入一支特遣队，前往支援在芬兰内战期间的反共派别白卫队，但没有参与任何作战。4月30日，海军少将卢道夫·冯·乌斯拉尔接管了特遣队的指挥权，并选择鹦鹉螺号作为他的旗舰。次月该部队解散后，鹦鹉螺号仍继续留在波罗的海北部，主要在奥兰群岛附近巡逻，直至12月10日退役。
1918年底战争结束后，德国被迫签署《凡尔赛条约》，这大大削弱了德国的海军力量。新成立的魏玛国家海军仅允许保留六艘旧式前无畏战列舰，六艘轻巡洋舰，十二艘驱逐舰和十二艘鱼雷艇。其余所有军舰，包括鹦鹉螺号在内，要么作废品出售，要么被解除武装。结果，该舰于1919年3月21日在基尔正式从海军名录中除籍。从1921年开始，它在不来梅被用作储物废船，然后于1923年1月1日被改名为更名为“一号废船”（Hulk I）。1928年4月1日，它再度更名为“A号废船”（Hulk A），并转移至不来梅哈芬，供训练监察局使用。该舰只在那里停留了四个月，便以180,000马克的价格被出售，并最终被送往哥本哈根拆解报废。